# Пископије (Козенца)
Пископије је насеље у Италији у округу Козенца, региону Калабрија.
Према процени из 2011. у насељу је живело 58 становника. Насеље се налази на надморској висини од 568 м.